# Schistura acuticephalus
Schistura acuticephalus és una espècie de peix de la família dels balitòrids i de l'ordre dels cipriniformes.

## Morfologia
Els mascles poden assolir els 4 cm de longitud total.

## Distribució geogràfica
Es troba al riu Irauadi (Myanmar).

## Amenaces
La seua principal amenaça és la destrucció del seu hàbitat.